# كيم جون-يونغ
كيم جون-يونغ (هانغل: 김준영) هو لاعب كرة قدم كوري جنوبي في مركز الوسط، ولد في 31 مايو 1999 في سول في كوريا الجنوبية. لعب مع دينامو مينسك.

## وصلات خارجية
- كيم جون-يونغ على موقع قاعدة بيانات كرة القدم.إي يو (الإنجليزية)
- كيم جون-يونغ على موقع Soccerway.com (الإنجليزية)